# Орешкин, Николай Васильевич

Николай Васильевич Орешкин — советский государственный и хозяйственный деятель.

## Биография
Родился в 1912 году в Саратове. Член КПСС.
Участник Великой Отечественной войны, помощник начальника штаба 181-го гвардейского артиллерийско-минометного полка 4-го гвардейского кавалерийского казачьего Кубанского корпуса 3-го Украинского фронта. 
С 1929 года — на хозяйственной  работе. 
В 1929—1988 гг. — работник пищевой промышленности: 
- винодел в Краснодарском крае,
- главный шампанист комбината «Абрау-Дюрсо»,
- начальник производственного отдела,
- начальник управления заводами шампанских вин,
- заместитель начальника Главвина,
- начальник отдела винодельческой промышленности,
- заместитель председателя Совнархоза Молдавской ССР,
- заместитель министра пищевой промышленности СССР,
- главный редактор журнала «Садоводство, виноградарство и виноделие Молдавии».

Умер в Москве в 1991 году.

## Отзывы
Становление и развитие виноградарства и виноделия в стране связано с именем Орешкина Николая Васильевича.
— Арам Сереевич Пирузян. Пищевая индустрия: годы, люди. - М.: 1999 - C. 137-138

Когда я родился, у нас дома гостил главный винодел СССР Орешкин Николай Васильевич. Они с дедом были друзьями, он и назвал меня в честь деда. Вот тогда, наверное, и судьба моя определилась.
— Николай Ачба, директор завода «Вина и воды Абхазии» // Дело выдержки - Журнал "Коммерсантъ Деньги" №38 от 27.09.2004, стр. 114